# Favonius saphirina
Favonius saphirina är en fjärilsart som beskrevs av Otto Staudinger 1887. Favonius saphirina ingår i släktet Favonius och familjen juvelvingar. Inga underarter finns listade i Catalogue of Life.

## Bildgalleri

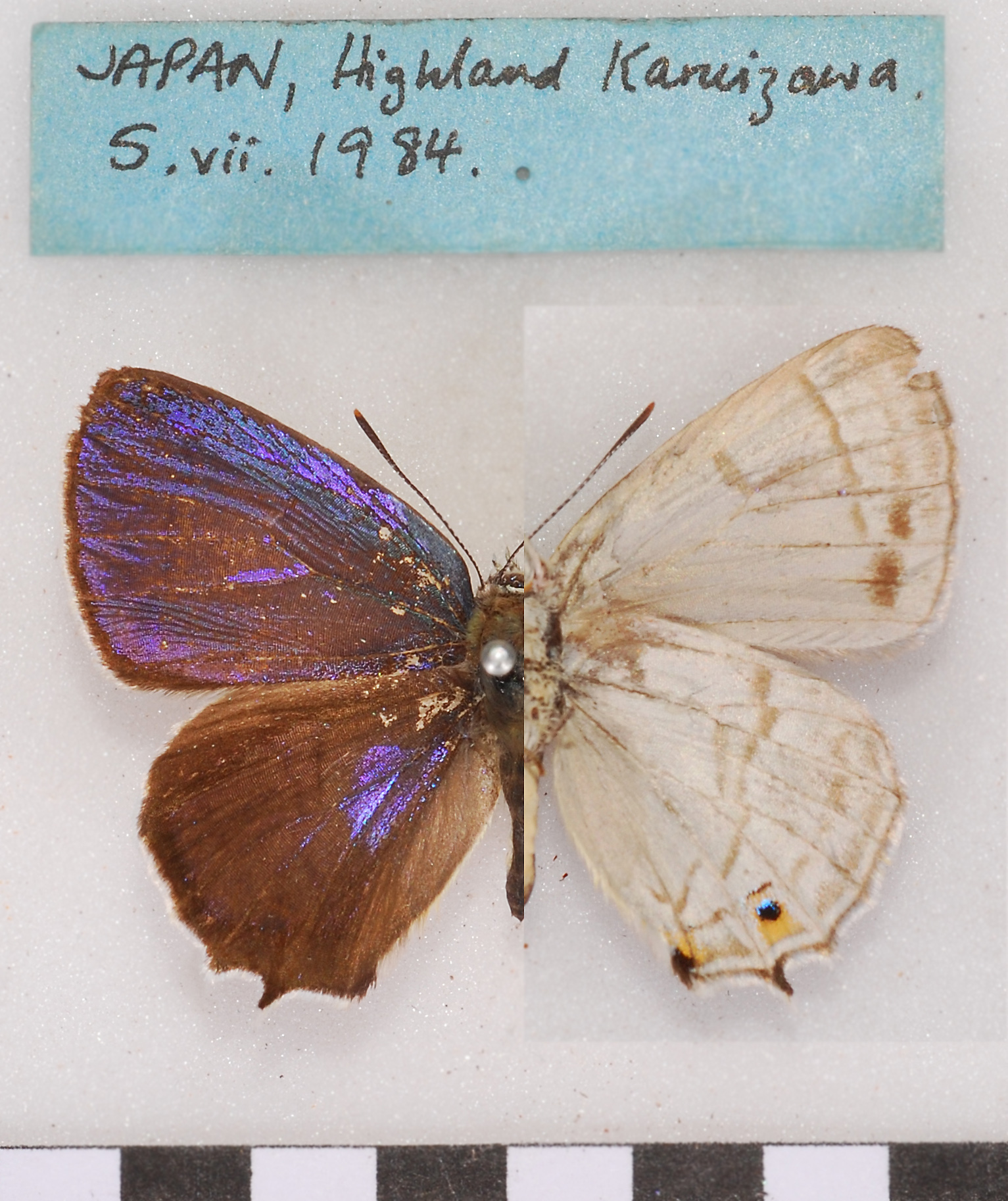